# Communauté d'agglomération du Pays de Landerneau-Daoulas
La communauté d'agglomération du pays de Landerneau-Daoulas est une communauté d'agglomération française, située dans le département du Finistère, en région Bretagne.
L'intercommunalité est membre du pôle métropolitain Pays de Brest.

## Histoire
Créée par arrêté préfectoral en date du 26 décembre 1994, la communauté de communes est issue des regroupements des SIVOM de Landerneau et de Daoulas.
Elle fait partie du pays de Brest.
Par arrêté préfectoral du 15 décembre 2021, la communauté de communes du pays de Landerneau-Daoulas est transformée en communauté d'agglomération au 1er janvier 2022.

## Identité visuelle

Ancien logo de l'intercommunalité.
Logo actuel de l'intercommunalité.

## Territoire communautaire

### Géographie
Située dans le nord-ouest  du département du Finistère, la communauté d'agglomération du pays de Landerneau-Daoulas regroupe 22 communes et s'étend sur 371,4 km2.

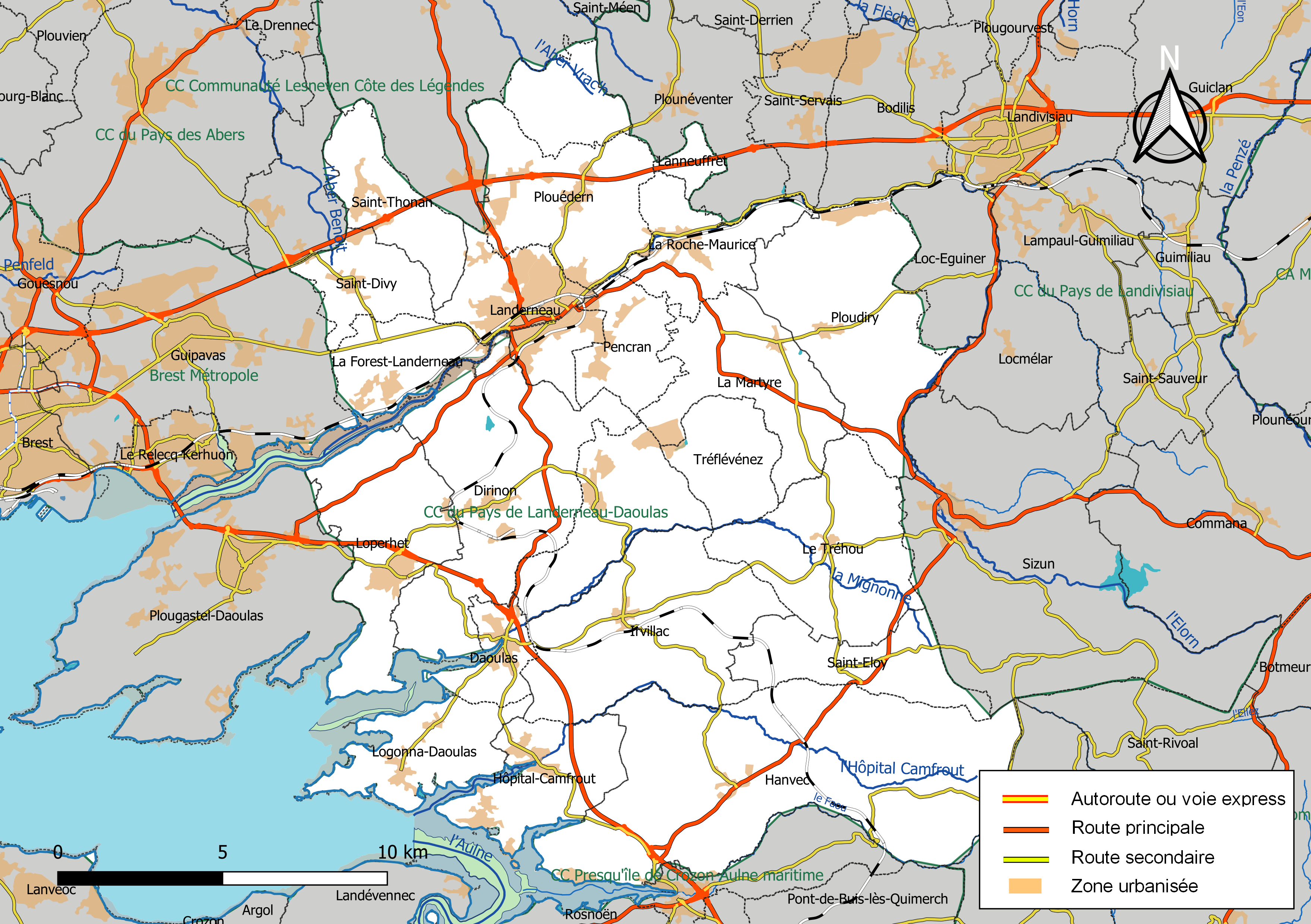
Carte de la communauté d'agglomération du pays de Landerneau-Daoulas au 1er janvier 2019.

### Composition

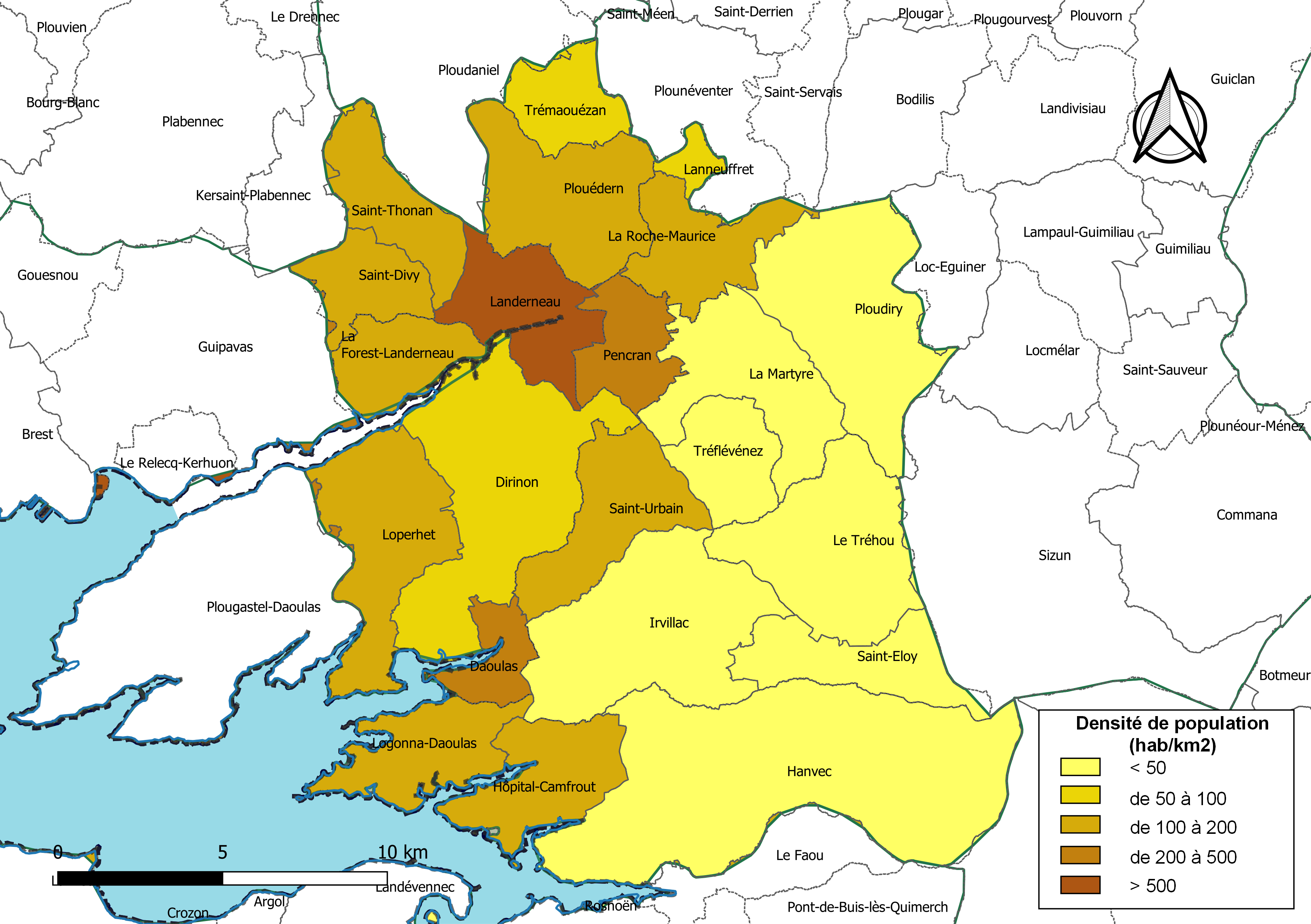
Carte des densités de population (millésimée 2016) des communes de la communauté d'agglomération du pays de Landerneau-Daoulas. Composition en communes au 1er janvier 2019.

La communauté d'agglomération est composée des 22 communes suivantes :

| Nom                  | Code Insee | Gentilé         | Superficie (km2) | Population (dernière pop. légale) | Densité (hab./km2) |
| -------------------- | ---------- | --------------- | ---------------- | --------------------------------- | ------------------ |
| Landerneau (siège)   | 29103      | Landernéens     | 13,19            | 16 327 (2022)                     | 1 238              |
| Daoulas              | 29043      | Daoulasiens     | 5,42             | 1 835 (2022)                      | 339                |
| Dirinon              | 29045      | Dirinonnais     | 33,02            | 2 195 (2022)                      | 66                 |
| La Forest-Landerneau | 29056      | Forestois       | 9,21             | 1 999 (2022)                      | 217                |
| Hanvec               | 29078      | Hanvécois       | 59,11            | 2 035 (2022)                      | 34                 |
| Hôpital-Camfrout     | 29080      | Camfroutois     | 13,16            | 2 220 (2022)                      | 169                |
| Irvillac             | 29086      | Irvillacois     | 29,6             | 1 427 (2022)                      | 48                 |
| Lanneuffret          | 29116      | Lanneuffrétais  | 2,24             | 150 (2022)                        | 67                 |
| Logonna-Daoulas      | 29137      | Logonnais       | 12,14            | 2 127 (2022)                      | 175                |
| Loperhet             | 29140      | Loperhétois     | 20,31            | 3 952 (2022)                      | 195                |
| La Martyre           | 29144      | Martyriens      | 18,01            | 756 (2022)                        | 42                 |
| Pencran              | 29156      | Pencranais      | 8,93             | 2 229 (2022)                      | 250                |
| Ploudiry             | 29180      | Ploudiriens     | 27,19            | 879 (2022)                        | 32                 |
| Plouédern            | 29181      | Plouédernéens   | 19,62            | 3 062 (2022)                      | 156                |
| La Roche-Maurice     | 29237      | Rochois         | 12,04            | 1 865 (2022)                      | 155                |
| Saint-Divy           | 29245      | Saint-Divyens   | 8,52             | 1 602 (2022)                      | 188                |
| Saint-Eloy           | 29246      | Éloyciens       | 12,42            | 221 (2022)                        | 18                 |
| Saint-Thonan         | 29268      | Saint-Thonanais | 11,29            | 1 943 (2022)                      | 172                |
| Saint-Urbain         | 29270      | Saint-Urbanais  | 15,21            | 1 669 (2022)                      | 110                |
| Tréflévénez          | 29286      | Tréflévénéziens | 9,65             | 247 (2022)                        | 26                 |
| Le Tréhou            | 29294      | Tréhousiens     | 22,79            | 636 (2022)                        | 28                 |
| Trémaouézan          | 29295      | Tréviens        | 8,3              | 492 (2022)                        | 59                 |

### Démographie
| 1968   | 1975   | 1982   | 1990   | 1999   | 2010   | 2015   | 2021   |
| ------ | ------ | ------ | ------ | ------ | ------ | ------ | ------ |
| 29 823 | 32 329 | 36 732 | 39 485 | 41 355 | 46 561 | 47 977 | 50 614 |

## Administration

### Siège
Le siège de la communauté d'agglomération est à Landerneau, 59 rue de Brest.

### Tendances politiques
| Commune              | Maire                   | Étiquette | Étiquette |
| -------------------- | ----------------------- | --------- | --------- |
| Daoulas              | Jean-Luc Le Saux        |           | DVG       |
| Dirinon              | Guillaume Bodenez       |           | SE        |
| La Forest-Landerneau | David Roulleaux         |           | SE        |
| Hanvec               | Yves Cyrille            |           | DVG       |
| L'Hôpital-Camfrout   | Jean-Jacques Léon       |           | DVD       |
| Irvillac             | Jean-Noël Le Gall       |           | LR        |
| Landerneau           | Patrick Leclerc         |           | DVD       |
| Lanneuffret          | André Sergent           |           | SE        |
| Logonna-Daoulas      | Fabrice Ferré           |           | SE        |
| Loperhet             | Nathalie Godet          |           | DVD       |
| La Martyre           | Chantal Soudon          |           | DVD       |
| Pencran              | Stéphane Hervoir        |           | DVG       |
| Ploudiry             | Morgane Quentric-Bowman |           | SE        |
| Plouédern            | Bernard Goalec          |           | DVD       |
| La Roche-Maurice     | Lénaïc Blandin          |           | DVG       |
| Saint-Divy           | Michel Corre            |           | DVD       |
| Saint-Eloy           | Renaud Grall            |           | SE        |
| Saint-Thonan         | Marc Jézéquel           |           | DVD       |
| Saint-Urbain         | Julien Poupon           |           | PS        |
| Tréflévénez          | Georges Philippe        |           | DVD       |
| Le Tréhou            | Joël Cann               |           | DVD       |
| Trémaouézan          | Hervé Liégeois          |           | SE        |

### Conseil communautaire
Les 48 conseillers titulaires sont ainsi répartis selon le droit commun comme suit :
| Nombre de délégués | Communes |
| ------------------ | --- |
| 16                 | Landerneau |
| 3                  | Loperhet |
| 2                  | Daoulas, Dirinon, Hanvec, La Forest-Landerneau, La Roche-Maurice, L'Hôpital-Camfrout, Logonna-Daoulas, Pencran, Plouédern            |
| 1                  | Irvillac, Lanneuffret, La Martyre, Le Tréhou, Ploudiry, Saint-Divy, Saint-Eloy, Saint-Thonan, Saint-Urbain, Tréflévénez, Trémaouézan |

### Élus
La communauté d'agglomération est administrée par son conseil communautaire constitué en 2020 de 48 conseillers communautaires, qui sont des conseillers municipaux représentant chacune des communes membres.
À la suite des élections municipales de 2020 dans le Finistère, le conseil communautaire du 9 juillet 2020 a réélu son président, Patrick Leclerc, maire de Landerneau, ainsi que ses 9 vice-présidents. Depuis cette date, la liste des vice-présidents est la suivante :
|     | Attributions                                    | Identité                | Qualité                              |
| --- | ----------------------------------------------- | ----------------------- | ------------------------------------ |
| 1er | Développement économique et ressources humaines | Bernard Goalec          | Maire de Plouédern                   |
| 2e  | Aménagement durable du territoire               | Alexandra Guilloré      | Conseillère municipale de Landerneau |
| 3e  | Solidarités                                     | Jean-Luc Le Saux        | Maire de Daoulas                     |
| 4e  | Environnement                                   | Chantal Soudon          | Maire de La Martyre                  |
| 5e  | Mobilités                                       | Julien Poupon           | Maire de Saint-Urbain                |
| 6e  | Équipements communautaires                      | Nathalie Godet          | Maire de Loperhet                    |
| 7e  | Ingénierie territoriale et mutualisations       | Michel Corre            | Maire de Saint-Divy                  |
| 8e  | Tourisme et communication                       | Morgane Quentric-Bowman | Maire de Ploudiry                    |
| 9e  | Finances et administration générale             | Frédéric Kerlan         | Conseiller municipal de Landerneau   |

Ensemble, ils forment le bureau communautaire pour la période 2020-2026.

### Liste des présidents
| Période | Période  | Identité               | Étiquette | Qualité |
| ------- | -------- | ---------------------- | --------- | --- |
| 1995    | 1998     | François Marc          | PS        | Maire de La Roche-Maurice (1983 → 2001) Conseiller général de Ploudiry (1988 → 2015) Démissionnaire après son élection comme sénateur |
| 1998    | 2008     | René Tréguer           | PS        | Maire de Saint-Urbain (1989 → 2008)                                                                                                   |
| 2008    | 2014     | Jean-François Jaouanet | PS        | Maire de La Roche-Maurice (2001 → 2014)                                                                                               |
| 2014    | En cours | Patrick Leclerc        | DVD       | Maire de Landerneau (2008 → ) |

### Compétences
Aménagement de l'espace
La Communauté de communes a pour missions :
- d'élaborer un schéma directeur et un schéma de secteur ;
- de mettre en œuvre les actions d'intérêt communautaire susceptibles de contribuer à l'aménagement rural ;
- de réaliser et de gérer, le cas échéant, des zones d'aménagement concerté d'intérêt communautaire.

Actions de développement économique
- Acquisition et aménagement de terrains pour la création de zones industrielles, artisanales, tertiaires ;

ou commerciales dans les communes en vue de leur revente ou de leur location ;
- Construction en vue de location et le cas échéant de vente de bâtiments destinés à des entreprises industrielles ou de service ;
- Mission d'études générales ou particulières en vue de l'accueil et l'assistance, la recherche de projets ;

d'implantation ou de développement d'entreprises et d'activités économiques ;
- Mise en œuvre de toute initiative tendant à favoriser le développement touristique, y compris acquisition et aménagement d'espaces ainsi que la réalisation d'équipements.

Protection et mise en valeur de l'environnement
La protection et la mise en valeur de l'environnement sont assurées, notamment dans le cadre des opérations ci-après :
- collecte et traitement des ordures ménagères ;
- étude et mise en œuvre des collectes sélectives en vue de la valorisation des ordures ménagères ;
- réalisation et gestion d'équipements (déchèteries, éco-points, aires de déchets verts...) ;
- élaboration d'une charte de l'environnement.

Habitat
- mise en œuvre du programme local de l'habitat ;
- détermination d'une programmation pluriannuelle d'opérations de logement social confiées aux organismes HLM ;
- participation au financement et à la garantie d'emprunts de ces opérations ;
- mise en place d'opérations particulières en faveur du logement des personnes défavorisées ;
- actions de réhabilitation et d'amélioration de l'habitat (OPAH, PIG...)

Action sociale liée à l'emploi
- réalisation et gestion d'une Maison de l'emploi et de la Formation ;
- participation à la mise en place de moyens devant permettre le bon fonctionnement des services ANPE, MISSION LOCALE, PLIE...

Piscine
- gestion de la piscine (entretien, fonctionnement);

Transports scolaires
- gestion du service de Transports scolaires.

Voirie
- création d'une voirie structurante d'intérêt économique à Lanrinou.

Nouvelles compétences
Par décision du conseil communautaire du 24 juin 2004, la Communauté de communes a pris les nouvelles compétences suivantes :
- création d'un SPANC (Service public d'assainissement non collectif) ;
- création d'un schéma de sentiers de randonnées.

### Régime fiscal et budget
La communauté d'agglomération est un établissement public de coopération intercommunale à fiscalité propre.
Elle bénéficie par ailleurs de la dotation de solidarité communautaire (DSC).